# 바카시반도

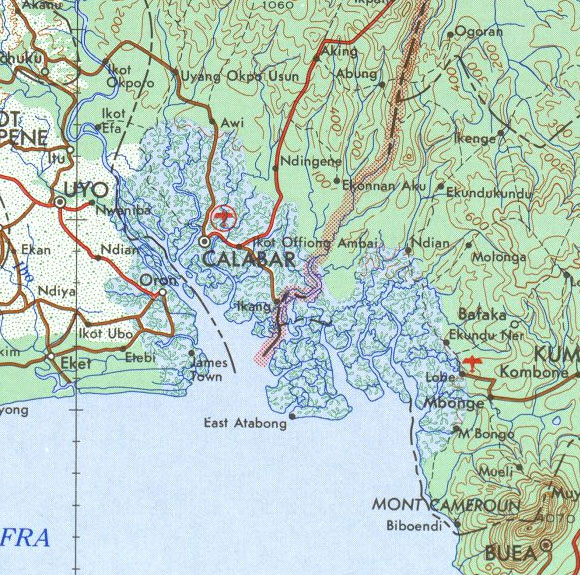
1963년 지도에 보이는 해안에 위치한 나이지리아-카메룬 경계 지역. 바카시반도가 중앙에 위치해 있다.

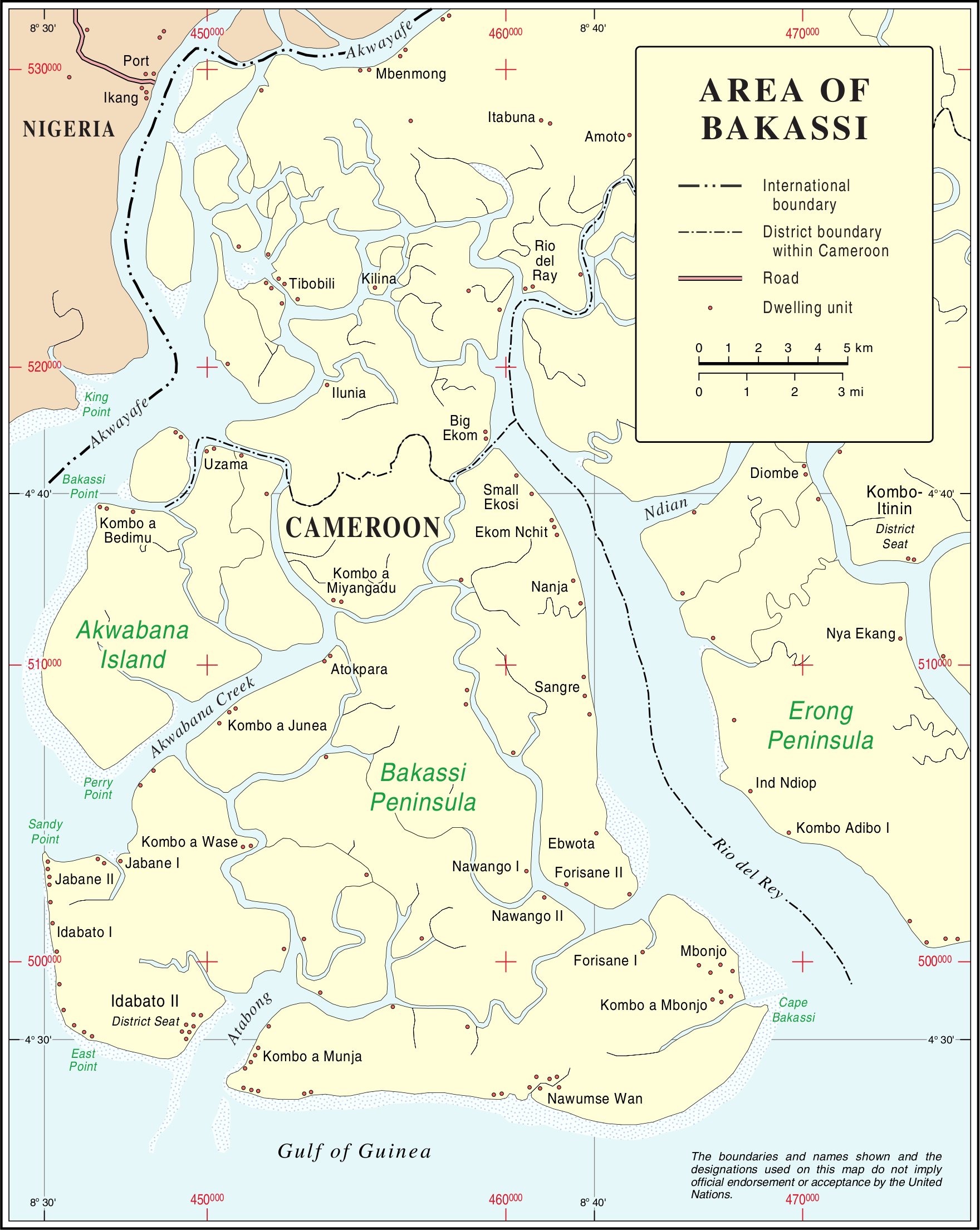

바카시반도(Bakassi)는 기니만에 위치한 반도이다. 비아프라만(Bight of Biafra) 서쪽 나이지리아 칼라바르 근처의 크로스강 어귀와 동쪽의 리우 델 레이 어귀 사이에 위치해 있다. 국제사법재판소의 판결의 결과에 따라 카메룬이 이웃 나라인 나이지리아로부터 통치권을 이양받아 지배하고 있다. 2007년 11월 22일, 나이지리아 의회는 이 인양을 거부했는데, 이는 카메룬에 해당 지역을 할양하는 그린트리 협정이 1999년 제12(1)항 헌법에 반한다는 이유에서였다. 그럼에도 불구하고 이 영토는 2008년 8월 14일을 기해 카메룬에 이양되었다.